# Umbrella (Rihanna)
Umbrella è un singolo della cantante barbadiana Rihanna, pubblicato il 29 marzo 2007 come primo estratto dal terzo album in studio Good Girl Gone Bad. Prevede anche la partecipazione vocale del rapper statunitense Jay-Z, autore ed interprete di un'introduzione rap.
Si tratta di un brano contemporary R&B e hip hop che nel testo rimanda a un rapporto romantico e platonico e alla forza di quel legame. Il brano è diventato immediatamente uno dei più noti della cantante ed è uno dei singoli di Rihanna con maggior numero di settimane di permanenza in vetta alla Billboard Hot 100.
Umbrella ha riscontrato il favore della stampa:Entertainment Weekly l'ha stilato al numero uno dei 10 singoli più belli del 2007, mentre il Rolling Stone e il Time gli hanno riservato il terzo posto nei 100 migliori brani del 2007. Il brano ha fruttato a Rihanna alcuni premi e nomination. Nel 2007, ha conseguito due statuette agli MTV Video Music Awards, sulle quattro a cui aveva gareggiato. Infine, nella cerimonia dei Grammy Awards, Umbrella ha concesso a Rihanna e Jay-Z di incassare un Grammy Award alla miglior collaborazione con un artista rap oltre a riscuotere nomination per il Disco dell'anno e Brano dell'anno.
Il singolo ha goduto di un proficuo successo commerciale, dominando le classifiche di oltre sedici nazioni, tra le quali Australia, Canada, Irlanda, Svizzera, Regno Unito e Stati Uniti, dove è diventato il secondo singolo di Rihanna in vetta alla classifica digitale statunitense; si è inserito inoltre nelle prime dieci posizioni di altrettanti Paesi. In Regno Unito, in cui l'andamento in classifica del brano ha suscitato una controversia nel periodo in cui il Paese stava affrontando alluvioni esagerate ed enormi quantità di precipitazioni, è considerato un brano iconico ed è divenuto uno dei più trasmessi in radio dell'ultimo decennio. Il singolo si è mantenuto al primo posto della classifica nel Regno Unito per dieci settimane consecutive, il più lungo periodo per un singolo nel decennio.
Il video musicale filmato per il singolo è stato diretto da Chris Applebaum e propone il corpo nudo di Rihanna ricoperto da vernice argentata. Il video ha permesso a Rihanna di ritirare il premio per il Video dell'anno agli MTV Video Music Awards 2007 e quello per il Video più visto sul sito MuchMusic.com nella cerimonia dei MuchMusic Video Awards. Umbrella ha dato impulso a numerose cover di rinomati artisti dei generi musicali più svariati, tra cui Taylor Swift, gli OneRepublic, Mike Shinoda dei Linkin Park, i Vanilla Sky e The Baseballs.
La canzone è stata scritta da The-Dream, Christopher Stewart, Kuk Harrell e Jay-Z e prodotta da Stewart.
Umbrella ha venduto circa 8.6 milioni di copie diventando singolo più venduto del 2007. In Italia è stato il 7° singolo più venduto del 2007.

## Antefatti
I produttori americani Christopher Stewart, The-Dream e Kuk Harrell si radunarono nel gennaio 2007 presso i Triangle Studios di Atlanta con l'intenzione di porre mano a del nuovo materiale. In studio, Stewart cominciò col «giocherellare con un martellante motivo hi-hat» che aveva pescato nel programma gratuito di musica GarageBand. The-Dream fu attratto dall'improvvisata melodia ed, entusiasta, esclamò: «Oh, mio Dio! Cos'è questo ritmo?». Non appena Stewart incorporò gli accordi nel pezzo hi-hat, subito The-Dream comprese quale voce sarebbe stata adatta alla melodia. Il produttore scrisse quasi di getto i primi due versi del brano ed ideò un ritornello da includere nel primo abbozzo della canzone.
La canzone fu inizialmente offerta alla cantante statunitense Mary J. Blige, la quale rifiutò poiché aveva troppi impegni al momento. Il brano poi passò a Britney Spears, che aveva affrontato una fase "fuori controllo" della sua vita e avrebbe potuto rilanciarsi con un ottimo tormentone. I produttori recapitarono una copia della demo ai manager di Britney Spears, che si sarebbe rilanciata con Blackout, ma la sua casa discografica la respinse sostenendo che la cantante aveva per sé brani sufficienti per il suo disco. In seguito Stewart e Nash contattarono Rihanna e le assegnarono il brano in modo definitivo.

## Il singolo
Il singolo del brano è stato pubblicato e distribuito in molti Paesi ed è diventato un tormentone estivo grazie alla sua orecchiabilità. Umbrella, inoltre, si è classificato al terzo posto nella classifica dei "100 Brani più belli del 2007" della rivista Rolling Stone. In aggiunta la canzone Umbrella è stata eletta come "Miglior Brano Del Decennio", da un sondaggio condotto dalla British Telecom.

## Video musicale
Rihanna si era rivolta al regista Chris Applebaum e gli aveva chiesto di proporle "qualcosa" di interessante per il suo video. Il regista ne ha quindi progettato un veloce trattamento, in cui aveva pensato di dipingere d'argento il corpo dell'artista. Applebaum temeva che la cantante avrebbe rifiutato, ma poi il suo assenso lo ha confortato spronandolo a realizzare la scena. La truccatrice Pamela Neal è stata scelta per ricoprire il corpo di Rihanna di vernice argentata. Durante le sessioni di registrazione, l'accesso al set è stato proibito a tutti eccetto che a Rihanna, Applebaum e un cameraman. Rihanna ha consigliato anche piccoli particolari durante le riprese, per esempio il fatto di ballare sulle punte dei piedi (en pointe), e il regista ha accettato.
Il video si apre con un'inquadratura di Rihanna, coperta parzialmente da un cappello, seduta con una gamba distesa e l'altra curva. Jay-Z s'impone sulla scena affiancato da sei ragazze incappucciate, mentre dal cielo piovono scintille. Segue una scena in cui Rihanna, con aria ammiccante e divertita, si accarezza il fisico snello avvolto in un abitino in lattice che lascia scoperte la schiena e lo sterno; la cantante è poi protagonista di un effetto scenico in cui viene investita da schizzi d'acqua che provengono dai lati dello schermo con un succinto abito bianco. Nel ritornello la si vede poi ballare della danza classica con un ombrello e un tutù nero sotto una pioggia di brillantini; queste scene sono alternate a quelle che mostrano il primo piano dell'artista. Nella seconda parte della canzone Rihanna, vestita con abitino nero e calze a rete, interpreta una sensuale coreografia con un ombrello nero sopra uno sfondo per metà orizzontalmente arancione, per metà orizzontalmente bianco. L'ombrello resterà chiuso per quasi tutta l'esibizione; solo nella parte finale verrà gradualmente aperto.
La parte successiva è considerata la scena simbolo del video: Rihanna è ricoperta di vernice argentea e si muove su uno sfondo nero, all'interno di un triangolo. Successivamente la si vede cantare in primo piano una parte della canzone, dopodiché appare con l'ombrello nero aperto mentre attende l'arrivo dei ballerini alle sue spalle; una volta che questi ultimi l'avranno raggiunta, balleranno tutti con l'ombrello, mentre ai loro piedi si troverà una pozza d'acqua e dal cielo ripioveranno le scintille che erano apparse all'inizio del video. Il video si conclude con la prosecuzione della coreografia e Rihanna che rivolge verso il cielo le braccia e l'ombrello mentre la sua immagine si dissolve.

## Cover
A poco tempo dall'uscita, Umbrella fu subito oggetto di numerosissime cover ad opera dei più svariati artisti.
- Nel 2007 il gruppo pop-punk italiano Vanilla Sky ha inciso una cover di Umbrella, reinterpretata secondo il proprio stile.[22] Questo brano è stato incluso come bonus track nella seconda edizione dell'album Changes.
- Nel 2007 la band inglese McFly ha realizzato una cover di Umbrella in versione pop-rock inserita nel singolo "The Heart Never Lies" uscito il 22 ottobre. Nell'edizione EP dello stesso singolo è stata invece inclusa la versione live from Tour del brano, registrata dal vivo durante la tournée del gruppo. Di Umbrella dei McFly è stato anche realizzato un video.
- Nel 2007 la cantante e musicista statunitense Marié Digby ha registrato una cover pop/rock di Umbrella.
- Nel 2008 la cantautrice Allison Weiss ha eseguito live una cover della canzone, registrando il concerto per il suo primo album live Live at Sidewalk NYC.
- Nel 2008 la band scozzese Biffy Clyro ha inserito la propria versione acustica di Umbrella nella sola edizione CD del singolo Who's Got a Match?.
- Nel 2008 il gruppo brasiliano Aviões do Forró ha realizzato una versione cantata in portoghese, intitolata Vai me perder (umbrella). Il brano è cantato da Solange Almeida, voce femminile del gruppo.
- Una cover acustica di Umbrella è stata incisa dal gruppo pop-rock statunitense Plain White T's ed inserita nell'album "Every Seconds Counts (Deluxe Edition)".
- Nel 2008 la cantante italiana Neja, divenuta famosa grazie al successo Restless, ha cantato la canzone Umbrella in una versione totalmente acustica, includendola nel suo cover album Acousticlub.
- Nel febbraio 2008 il gruppo rock gallese dei Manic Street Preachers esegue una cover di Umbrella inclusa nell'album "NME Awards 2008"
- Umbrella è stata anche reinterpretata dagli svedesi Lillasyster, dagli italiani Gli amici dello Zio Pecos, da Mandy Moore, dai Children of Bodom, dagli All Time Low e infine dai Linkin Park durante alcuni loro live.
- Del singolo è stata fatta una versione inedita con l'aggiunta di parti e cori cantati da Chris Brown. Il singolo è stato chiamato Cinderella Under The Umbrella, in riferimento al lungometraggio Disney.
- Umbrella è stata anche remixata più volte su basi rock/metal, da alcuni fan.
- Nel 2009 il gruppo tedesco The Baseballs ha realizzato una cover in stile rockabilly del brano. Il singolo è arrivato al vertice della classifica finlandese per sei settimane, divenendo un vero successo.[29] Con la pubblicazione di questa cover il singolo originale di Rihanna è rientrato per qualche tempo nella top 15 della classifica norvegese, spinta dal successo dei The Baseballs, i quali godono di una certa notorietà anche in Norvegia.[30]
- Il cast di Glee ne fece una cover nel settimo episodio della seconda stagione, The Substitute. In realtà la cover è un mash-up fra Umbrella e Singin' In The Rain.
- Gwen Stefani fece una cover del brano nel primo spettacolo della sua Residency Just a Girl a Las Vegas, eseguendola poi in tutte le date successive dello show; la cantante, durante la prima esibizione, ha anche detto "Questa non è una mia canzone, ma voglio cantare ciò che mi piace, se conoscete il testo seguitemi!"
- Nella decima edizione di X Factor Italia, la cantante Roshelle ha fatto una cover di questa canzone durante la manche "Music Reloaded", mescolando la musica con quella di Singin' in the Rain.

## Classifiche

### Classifiche settimanali
| Classifica (2007-23) | Posizione massima |
| -------------------- | ----------------- |
| Australia            | 1                 |
| Austria              | 1                 |
| Belgio (Fiandre)     | 1                 |
| Belgio (Vallonia)    | 3                 |
| Canada               | 1                 |
| Danimarca            | 8                 |
| Europa               | 1                 |
| Finlandia            | 2                 |
| Francia              | 6                 |
| Germania             | 1                 |
| Irlanda              | 1                 |
| Italia               | 3                 |
| Norvegia             | 1                 |
| Nuova Zelanda        | 1                 |
| Paesi Bassi          | 2                 |
| Panama               | 118               |
| Regno Unito          | 1                 |
| Stati Uniti          | 1                 |
| Svezia               | 2                 |
| Svizzera             | 1                 |
| Ungheria             | 5                 |

### Classifiche di fine anno
| Classifica (2007) | Posizione |
| ----------------- | --------- |
| Australia         | 3         |
| Austria           | 2         |
| Belgio (Fiandre)  | 5         |
| Belgio (Vallonia) | 10        |
| Francia           | 46        |
| Germania          | 5         |
| Irlanda           | 2         |
| Italia            | 11        |
| Nuova Zelanda     | 1         |
| Paesi Bassi       | 6         |
| Regno Unito       | 2         |
| Stati Uniti       | 2         |
| Svezia            | 9         |
| Svizzera          | 2         |
| Classifica (2008) | Posizione |
| Canada            | 97        |
| Regno Unito       | 94        |
| Svizzera          | 86        |

### Classifiche decennali
| Classifica (2000-09) | Posizione |
| -------------------- | --------- |
| Australia            | 67        |

### Classifiche di tutti i tempi
| Classifica (1963-21) | Posizione |
| -------------------- | --------- |
| Stati Uniti          | 402       |

## Date di pubblicazione
| Paese          | Data        | Etichetta       |
| -------------- | ----------- | --------------- |
| 29 marzo 2007  | Stati Uniti | Def Jam         |
| 25 maggio 2007 | Europa      | Universal Music |
| 28 maggio 2007 | Regno Unito | Mercury Records |